# ジャベリックスロー
ジャベリックスロー（和製英語: Javelic Throw）とは、陸上競技におけるやり投に繋がる競技として導入されている、ターボジャブと呼ばれる羽根付きの投擲物（とうてきぶつ）を投げる競技。「ジャベリックスロー」及び「ターボジャブ」はニシ・スポーツの登録商標である。名称について、稀に「ジャベックスロー」と呼ばれることがあるがこれは誤りである。
なお、本項では、類似する投擲物であるジャベボール（ジャベリックボール投用）及びヴォーテックスフットボールについても述べる。

## 競技
陸上競技のやり投に使用するヤリは長さと重さに規格があるが、ジャベリックスローはその導入段階の競技として開発されたものである。やり投と同じく最大投擲距離を競うものであるが、投擲物として、より短く軽い羽根付きのターボジャブを用いる。
ボール投げとは異なり穂先に真っすぐ力を加えないと遠くに飛ばず、野球のボールやソフトボールよりもターボジャブは重いため、ボールの遠投の感覚で投げると肘や肩のけがの恐れがある。飛行特性がやり投とは異なるいう指摘もあり、やり投の普及や基本技術の習得のためには用具の改善の余地があるといわれている。

### ターボジャブ
ターボジャブは長さ約70cm、重さ約300gの棒状で、後方に4枚の羽根を備える投擲物である。

### 導入
競技としては、日本では中学生のジュニアオリンピックで正式種目として実施されている。
| 記録     | 距離  | 名前     | 所属               | 日付   | 大会名               |
| -------- | ----- | -------- | ------------------ | ------ | -------------------- |
| 中学男子 | 81m11 | 比嘉遥   | 名護市立久辺中学校 | 2013年 | ジュニアオリンピック |
| 中学女子 | 56m11 | 田中来夢 | 岡山市立吉備中学校 | 2011年 | ジュニアオリンピック |

また、2008年から、全国障害者スポーツ大会の正式種目に指定された（なお、やり投についてはこれを機に廃止された。）。

## 類似する投擲物による競技や教材

### ジャベボール
ジャベボールは長さ約32cm、重さ約140gの、後方に3枚の羽根を備える投擲物で、ジャベリックボール投の競技に用いる。日本では小学生の全国小学生陸上競技交流大会で2016年からソフトボール投げに代わって採用された。「ジャベボール」はニシ・スポーツの登録商標である。

### ヴォーテックスフットボール
ヴォーテックスフットボールは長さ約32cm、重さ約130gの、後方に3枚の羽根を備える投擲物で、競技用ではなく、小学校などで投動作の矯正や投能力の開発のための教材として使用されている。